# Темазепам
Действующее вещество (МНН) Темазепам (Temazepam) — относится к седативным препаратам бензодиазепинового ряда.

## Показания к применению
Нарушения сна различного генеза, премедикация при подготовке к оперативным вмешательствам и диагностическим процедурам.

## Противопоказания
Гиперчувствительность, нарушения дыхания центрального происхождения, выраженная дыхательная недостаточность, лекарственная или алкогольная зависимость, нарушения сознания, миастения, закрытоугольная глаукома, беременность, кормление грудью, возраст до 18 лет (безопасность и эффективность применения не определены).

## Ограничения к применению
Нарушение функции печени и/или почек, депрессия.

## Применение при беременности и кормлении грудью
Противопоказано при беременности (риск, связанный с применением темазепама у беременных, превышает потенциальную пользу). На время лечения следует прекратить грудное вскармливание.

## Побочные действия
По результатам контролируемых клинических испытаний.
Со стороны нервной системы и органов чувств:
- сонливость (9,1 %),
- головная боль (8,5 %),
- утомляемость (4,8 %),
- повышенная раздражительность (4,6 %),
- летаргия (4,5 %),
- головокружение (легкое — 4,5 %, выраженное — 1,2 %),
- последействие (2,5 %),
- тревога (2,0),
- депрессия (1,7 %) или эйфория (1,5 %),
- общая слабость (1,4 %),
- спутанность сознания (1,3 %),
- нечеткость зрения (1,3 %),
- ночные кошмары (1,2 %);
- 0,5-0,9 % — отсутствие аппетита, нарушение координации движений и равновесия, тремор, нарушение сна (углубление сна, увеличение числа сновидений);
- менее 0,5 % — амнезия, галлюцинации, горизонтальный нистагм, парадоксальные реакции (в том числе ажитация).

Со стороны органов ЖКТ:
- тошнота (3,1 %),
- сухость во рту (1,7 %),
- диарея (1,7 %),
- ощущение дискомфорта в животе (1,5 %),
- рвота (0,5-0,9 %).

Прочие:
- 0,5-0,9 % — одышка, сердцебиение, боль в спине, в пояснице, потливость, жжение в глазах.

Возможно развитие лекарственной зависимости, синдрома отмены (смотри «Меры предосторожности»).

## Взаимодействие
Средства, угнетающие ЦНС (нейролептики, барбитураты, наркотические анальгетики, антидепрессанты, средства для наркоза и т. д.) усиливают эффект темазепама. Алкоголь, помимо усиления угнетающего влияния на ЦНС, может провоцировать парадоксальные реакции (психомоторное возбуждение, агрессивное поведение, состояние патологического опьянения).

## Передозировка
Симптомы: сонливость, дезориентация, неразборчивая речь, угнетение рефлексов, кома; возможны угнетение дыхания, гипотензия.
Лечение: индукция рвоты и назначение активированного угля (если пациент в сознании), промывание желудка через зонд (если пациент без сознания), мониторинг жизненно важных функций, симптоматическое лечение, в/в введение жидкостей (для усиления диуреза). При развитии возбуждения не следует применять барбитураты. Специфический антидот — флумазенил (антагонист бензодиазепиновых рецепторов).

## Способ применения и дозы
Внутрь. Режим дозирования и продолжительность лечения устанавливают индивидуально. Лечение начинают с минимальной эффективной дозы. Средняя доза для взрослых — 10-20 мг (до 30 мг) однократно за 30 мин до сна. Длительность терапии составляет в среднем 7-10 дней.
Премедикация: 20-40 мг за 30-60 мин до оперативного вмешательства или диагностической процедуры.

## Меры предосторожности
С осторожностью применять больным старше 65 лет (рекомендуются половинные дозы). Пациентам с нарушением функции печени и/или почек рекомендуется уменьшение дозы.
Отсутствие клинического эффекта при лечении бессонницы через 7-10 дней может свидетельствовать о наличии других заболеваний. У пациентов, принимающих темазепам более 2-3 нед, необходима периодическая переоценка эффективности для определения целесообразности его дальнейшего использования.
При приеме темазепама возможно развитие лекарственной зависимости и синдрома отмены. Для предотвращения синдрома отмены дозу снижают постепенно (при резкой отмене, особенно при длительной терапии или терапии высокими дозами возможны расстройства сна и настроения, психические нарушения).
Во время лечения и в течение 3 дней после отмены темазепама необходимо воздерживаться от вождения автотранспорта и др. занятий, требующих повышенного внимания, быстрых психических и двигательных реакций.
Не следует одновременно употреблять другие средства, угнетающие ЦНС, а также алкоголь.